# A12 (Groot-Brittannië)
De A12 is een hoofdverkeersweg in Engeland.
De weg verbindt Lowestoft via Ipswich, Colchester, Chelmsford en Brentwood met Londen.

## Hoofdbestemmingen
- Ipswich
- Colchester
- Hatfield Peverel
- Chelmsford
- Brentwood
- Londen